# Zale albiflos
Zale albiflos là một loài bướm đêm trong họ Erebidae.